# DN23A
De DN23A (Drum Național 23A of Nationale weg 23A) is een weg in Roemenië. Hij loopt van Focșani via Mărtinești naar Ciorăști. De weg is 34 kilometer lang.